# Zahořanský potok
Zahořanský potok är ett vattendrag i Tjeckien.   Det ligger i regionen Mellersta Böhmen, i den centrala delen av landet, 22 km söder om huvudstaden Prag.